# Колодезянское сельское поселение (Ростовская область)
Колодезянское сельское поселение — муниципальное образование в Миллеровском районе Ростовской области. Административный центр поселения — слобода Колодези.

## Административное устройство
В состав Колодезянского сельского поселения входят:
- слобода Колодези;
- хутор Готальский;
- хутор Козыри;
- слобода Кудиновка;
- хутор Новоефановка;
- хутор Суровский;
- разъезд Сысоево;
- хутор Теплицкий;
- хутор Шиловка.

## Население
| 2010  | 2012  | 2013  | 2014  | 2015  | 2016  | 2017  |
| ----- | ----- | ----- | ----- | ----- | ----- | ----- |
| 2141  | ↘2073 | ↘2038 | ↘1985 | ↗1998 | ↘1967 | ↘1936 |
| 2018  | 2019  | 2020  | 2021  |       |       |       |
| ↘1899 | ↘1851 | ↘1804 | ↘1772 |       |       |       |